# Gunilla Svensson
Gunilla Svensson (* 1966) ist eine schwedische Meteorologin, Klimaforscherin und Hochschullehrerin.

## Leben
Svensson studierte Physik mit Schwerpunkt Meteorologie an der Universität Uppsala, Schweden.
1989 schloss sie ihr Studium mit dem Bachelor („Filosofie kandidatexamen på fysikerlinjen med inriktning meteorologi“) ab.
Von 1989 bis 1995 arbeitete sie ebenda als wissenschaftliche Mitarbeiterin und von 1997 bis 2003 als Dozentin in der Abteilung für Meteorologie.
1993 erhielt sie ihr Lizenziat (Filosofie Licentiatexamen) ebenda.
Svensson promovierte 1995 mit einer Arbeit zum Thema Mesoscale modeling of chemical and meteorological processes in the atmosphere an der Universität Uppsala.
1996 war sie als Forscherin beim schwedischen Umweltschutz tätig.
1997 ging sie als Postdoc für 3 Monate an die Abteilung für Umweltingenieurwissenschaften im California Institute of Technology (Caltech) in Pasadena, Kalifornien.
2003 wechselte sie als Dozentin an die Universität Stockholm.
2008 wurde sie dort Professorin für Meteorologie.

## Vorlesungen, Vorträge, Forschungsprojekte
Svensson hielt von 2002 bis 2016 Vorlesungen zu den Themen:
- Klimawandel, Klimaprozesse, Klima-Modelle
- Meteorologie, Grenzschichtmeteorologie
- Wolkenphysik

Zu diesen Themen hielt Svensson zahlreiche Seminare, Vorträge, Präsentationen und Keynotes auf Konferenzen.
Sie wurde dazu in viele Städte besonders in Schweden, aber auch nach England, in die Niederlande und in die USA eingeladen.
Außerdem nahm sie als leitende Wissenschaftlerin und in anderen Funktionen an mehr als 20 Forschungsprojekten zu diesen Themenbereichen teil.

## Gastaufenthalte
Svensson hatte folgende Gastaufenthalte:
- 1991–1992 Desert Research Institute, University of Nevada, Reno, Nevada
- 1996, 1997, 1998, 1999 California Institute of Technology (Caltech) in Pasadena, Kalifornien, Abteilung für Umweltingenieurwissenschaften
- 2000, 2003 United States Department of the Navy, United States Naval Research Laboratory (NRL), Monterey, Kalifornien[1]
- 2005–2006, 2007, 2008, 2009, 2012, 2016–2017 University of Colorado Boulder, Einrichtungen: Cooperative Institute for Research in Environmental Sciences (CIRES), National Center for Atmospheric Research (NCAR)[1]

## Familie
Svensson ist verheiratet mit Michael Tjernström.
Das Ehepaar hat ein gemeinsames Kind.

## Veröffentlichungen (Auswahl)
- A. A. M. Holtslag, Gunilla Svensson, P. Baas, S. Basu, B. Beare, A. C. M. Beljaars, F. C. Bosveld, J. Cuxart, J. Lindvall, G. J. Steeneveld, Michael Tjernström, B. J. H. Van De Wiel: Stable Atmospheric Boundary Layers and Diurnal Cycles: Challenges for Weather and Climate Models, Bull. Amer. Meteor. Soc. (2013) 94 (11): 1691–1706 online als pdf
- Cian Woods, Rodrigo Caballero, Gunilla Svensson: Large scale circulation associated with moisture intrusions into the Arctic during winter, Geophysical Research Letters, 2013 online als pdf
- Gunilla Svensson, A. A. M. Holtslag, V. Kumar, T. Mauritsen, G. J. Steeneveld, W. M. Angevine, E. Bazile, A. Beljaars, E. I. F. de Bruijn, A. Cheng, L. Conangla, J. Cuxart, M. Ek, M. J. Falk, F. Freedman, H. Kitagawa, V. E. Larson, A. Lock, J. Mailhot, V. Masson, S. Park, J. Pleim, S. Söderberg, W. Weng & M. Zampieri: Evaluation of the Diurnal Cycle in the Atmospheric Boundary Layer Over Land as Represented by a Variety of Single-Column Models: The Second GABLS Experiment, Boundary-Layer Meteorology volume 140, pages 177–206(2011) online als pdf
- G Svensson, A. A. M. Holtslag: Analysis of Model Results for the Turning of the Wind and Related Momentum Fluxes in the Stable Boundary Layer, Boundary-Layer Meteorology volume 132, pages 261–277(2009) online als pdf
- Vladimir M. Kattsov, Erland Källén, Howard Cattle, Jens Christensen, Helge Drange, Inger Hanssen-Bauer, Tómas Jóhannesen, Igor Karol, Jouni Räisänen, Gunilla Svensson, Stanislav Vavulin, Deliang Chen, Igor Polyakov, Annette Rinke: Future climate change: modeling and scenarios for the Arctic, Arctic Climate Impact Assessment, 2005 online als pdf
- Michael Tjernström, Mark Žagar, Gunilla Svensson, John J. Cassano, Susanne Pfeifer, Annette Rinke, Klaus Wyser, Klaus Dethloff, Colin Jones, Tido Semmler, Michael Shaw: Modelling the Arctic Boundary Layer: An Evaluation of Six Arcmip Regional-Scale Models using Data from the Sheba Project, Springer, 2005, doi:10.1007/s10546-004-7954-z online, pdf; 7,5 MB
- Gunilla Svensson: Model simulations of the air quality in Athens, Greece, during the MEDCAPHOT-TRACE campaign, Elsevier, Atmospheric Environment, Band 32, Ausgabe 12, 1. Juni 1998, S. 2239–2268
- Gunilla Svensson, Otto Klemm: Aircraft measurements and model simulations of the air quality in Athens, Greece, Elsevier, Atmospheric Environment, Band 32, Ausgabe 12, 1. Juni 1998, S. 2269–2289
- Gunilla Svensson, Otto Klemm: A Comparison Study of Air-Quality Model Simulation Results with Aircraft Data, Springer, 1996, Air Pollution Modeling and Its Application XI, S. 593–602
- Gunilla Svensson: A Numerical Model for Chemical and Meteorological Processes in the Atmospheric Boundary Layer. Part II: A Case Study of the Air Quality Situation in Athens, Greece, J. Appl. Meteor. (1996) 35 (6), S. 955–973
- Gunilla Svensson: A Numerical Model for Chemical and Meteorological Processes in the Atmospheric Boundary Layer. Part I: A Model Description and a One-Dimensional Parameter Study, J. Appl. Meteor. (1996) 35 (6): 939–954